# Mega Man V (Game Boy)
Mega Man V, conocido como Rockman World 5 (ロックマンワールド5 Rokkuman Wārudo Faibu?) en Japón, es un videojuego para Game Boy, el último de la saga clásica para dicha consola. El juego cuenta con soporte de Super Game Boy, y en su tiempo se consideró una conversión para Game Boy Color para el cuarto trimestre de 1998, pero el proyecto fue abandonado.

## Modo de Juego
Mega Man V usa varios contenidos de su homólogo para NES, Mega Man 5. Siguiendo el camino dejado por la saga de Game Boy, en Mega Man V solo existen 4 Robot Masters nuevos y los otros 4 tras vencer a los anteriores. Tango es un nuevo compañero-robot en el juego, que puede ayudarnos atacando enemigos. Además, a diferencia de las 4 juegos anteriores, no hay Robot Masters de las versiones de NES, sino 8 nuevos Robot Masters exclusivos del juego llamados "Astrodroides".

## Historia
Meses después de los eventos de Mega Man IV, el mundo sigue en paz pero, en ese momento, llegó a la Tierra un robot espacial llamado Terra que venció a Mega Man en combate, ya que el Mega Buster no le hacía efecto. Unas horas después, él y otros robots espaciales comienzan a dominar el mundo; ellos se denominan Astrodroides. Cuando Mega Man recupera la consciencia, el Dr. Light le dice que había sido derrotado por ese robot y por ese motivo mejoró su Mega Buster y se convirtió en el Mega Arm. Más tarde le presenta a Mega Man su nuevo compañero: Tango, que es un gato-robot que puede atacar a tus enemigos.
Mega Man logra vencer a los Astrodroides, pero se da cuenta de que el que estuvo en realidad detrás de esto fue el Dr. Wily, que lanza su Wily Estrella al espacio. Allí, Mega Man se reencontrará con los Mega Man Killers y con Quint. Tras vencerlos, aparecerá el Dr. Wily, pero después de derrotarlo, Mega Man deberá luchar contra El Arma del Juicio Final: Sunstar, que dice que "debe destruir todas las formas inferiores".